# Andrea Tanca
Andrea Tanca de Lacon Gunale est un obscur Juge du Judicat de Logudoro actif vers le milieu du XIe siècle. 

## Contexte
Andrea Tanca doit avoir gouverné conjointement avec son supposé père ou oncle  Barisone Ier entre 1064/1065 et 1073.  Il est sans doute le père  ou alternativement l'oncle ou le frère de son probable successeur , Mariano Ier. On connait peu d'informations certaines sur lui mais il fut probablement l'un des donateur de  Abbaye de Montecassino.

## Sources
- (it) Manno, Giuseppe (1835). Storia di Sardegna. P.M. Visaj.
- (en) Site de I. Mladjov Medieval Sardinia (Sardegna).